# Ernest Wynants
Pour les articles homonymes, voir Wynants.
Ernest Wynants (né à Malines le 24 septembre 1878 et mort dans la même ville le 8 décembre 1964) est un sculpteur, un peintre et un médailleur belge.
Progressivement, il rend son art exempt de détails décoratifs pour aboutir à une simplification radicale de ses œuvres et adopte un style personnel reconnu en Belgique et en Europe.

## Biographie

### Famille et formation
Né à Malines le 24 septembre 1878, Ernest (Ernest Louis Adolphe) Wynants est le sixième des neuf enfants de Pierre Joseph Léopold Wynants, chaisier, et de Jeanne Catherine Verstraeten. Enfant, il grandit et se forme à l'ébénisterie, juste après la mort de son père advenue en 1888, dès l'âge de onze ans, avec Rik Wouters, dans l'atelier de fabrication de meubles De Vos. Il demeure son ami pour la vie. Le 29 mai 1906, Ernest Wynants épouse à Malines Isabella Joris (1879-1957), l'année précédente, Rik Wouters l'avait choisi comme témoin lors de son mariage avec Nel Duerinckx.
Après avoir constaté que les cours dispensés à l'Académie des beaux-arts de Malines, sous la direction de Jean Guillaume Rosier, ne conviennent pas à ses aspirations personnelles et imposent une contrainte intellectuelle, il décide d'ouvrir avec ses deux frères un atelier de menuiserie, mais quitte l'entreprise au terme de trois ans. Il décide de se former à l'Académie royale des beaux-arts de Bruxelles auprès de Charles Van der Stappen et de Victor Rousseau. Cependant, davantage que les préceptes académiques, Wynants est influencé par les maîtres français Jean-Baptiste Carpeaux, Auguste Rodin et Antoine Bourdelle. En 1902, il remporte — le lauréat étant Rik Wouters — le second prix en composition décorative au concours de l'Académie des beaux-arts de Bruxelles. Ernest Wynants participe, dans la section sculpture, au Salon d'Anvers de 1904, de même qu'au Salon de Bruxelles de 1907,.

### Carrière

#### Débuts
Ernest Wynants est peu à peu essentiellement connu pour ses sculptures en bois aux motifs égyptiens, indiens et orientaux et également pour ses monuments qui évoluent vers un art sans fioritures. Il se consacre également à la peinture, au début et à la fin de sa carrière,. Au début du XXe siècle, il devient membre du cercle artistique malinois éphémère (1902-1907) De Distel, fondé par Theo Blickx. Il expose des têtes modelées — selon les dires du critique d'art Sander Pierron — au sentiment pensif, lors du Salon du Sillon à Bruxelles en 1911. En 1913, en qualité de sculpteur, il participe au Salon de Gand, puis en 1916 il expose ses travaux à la salle Giroux à Bruxelles.
En 1917, Ernest Wynants expose ses tableaux au Cercle artistique d'Anvers, à une époque où il avait dû, temporairement abandonner la sculpture, en raison des pénuries de la guerre, renoncer à utiliser du plâtre destiné aux statues. Ces tableaux apportent un renouveau dans l'art flamand, par leur tendresse contenue et leur raffinement, plongeant les femmes représentées dans une ambiance mystérieuse. Au printemps 1922, lorsque Ernest Wynants expose à la Biennale de Venise, son style à la fois grâcieux et austère est remarqué. Le critique Charles Bernard voit l'art de Wynants comme : « une fascinante et douloureuse compénétration de spiritualité et d'animalité. »
À partir de 1926, il enseigne à l'Académie royale des beaux-arts d'Anvers, puis, à partir de 1931 à l'Institut National Supérieur des Beaux-Arts en remplacement de Victor Rousseau. Les sculpteurs Albert Meertens, Werner Heyndrickx et Niel Steenbergen figurent parmi ses élèves.

#### Les années fécondes
Dans les années 1930, il rend son art exempt de détails décoratifs pour aboutir à une simplification radicale de ses œuvres. Ses nombreux nus debout, telle la sculpture Méditation de 1936, en témoignent. Il crée la sculpture L'Aviation apposée sur la façade principale du Palais des expositions du Heysel, lors de l'Exposition universelle de 1935 organisée à Bruxelles.
Ernest Wynants est le concepteur de la pièce d'un franc en circulation de 1938 à 1952. Il a également réalisé neuf médailles. Invité dans les années 1930 à plusieurs expositions du groupe Nervia qui se donne comme objectif, par son soutien à de jeunes artistes hennuyers de qualité, de valoriser l’art wallon. En 1933, il expose au salon triennal des sculpteurs et peintres gantois. Ses œuvres sont également connues à l'étranger car il participe aussi à des envois aux expositions en Europe, telles l'exposition d'art belge contemporain de Varsovie en 1934. Il réalise, en 1934 également, les quatre piliers en pierre de style art-déco du pont de la place Sainctelette à Bruxelles.

### Dernières années
Après la Seconde Guerre, Ernest Wynants est moins présent sur la scène artistique. Cependant, en mai 1947, il figure parmi les artistes exposant au Salon de l'art contemporain à Anvers, puis en octobre de la même année, quelques-unes de ses figures en bronze sont exposées à la Vierjaarlijkse à Anvers. Edward Thys remarque que son « rythme doux mais robuste est alimenté par un lyrisme géométrique ».
En 1953, à l'occasion de ses 75 ans, une rétrospective de son travail est organisée, puis, il transfère toutes ses œuvres d'art dans sa ville natale de Malines. Le 8 décembre 1964, Ernest Wynants meurt, à l'âge de 86 ans, à Malines, où il est inhumé.

## Œuvres
Dans l'espace public belge et étranger, il existe plusieurs statues d'Ernest Wynants, comme La Mère et l'Enfant (1952) dans la cour de l'hôtel de ville sur la Grand-Place de Malines et le Monument aux morts (1924) au cimetière de Saint-Rombaut. En 1929, il est chargé de créer le monument de la reconnaissance belge envers l'hospitalité suisse à Lausanne, où il crée une statue allégorique imposante. Sa propre maison et ses ateliers ont été détruits par une arme V à la fin de la Seconde Guerre mondiale.

## Galerie

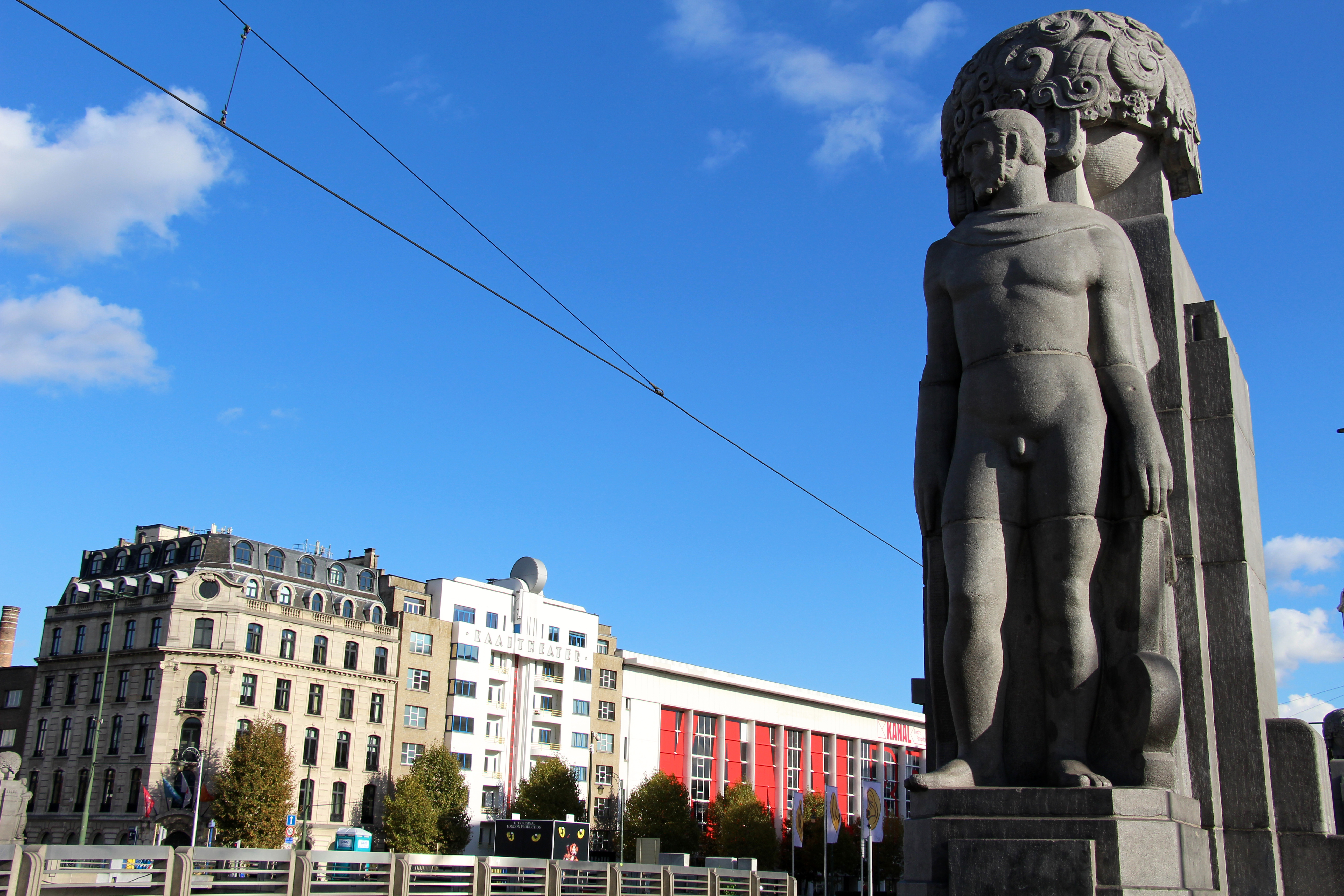
Un des quatre piliers du Pont Sainctelette (1934).
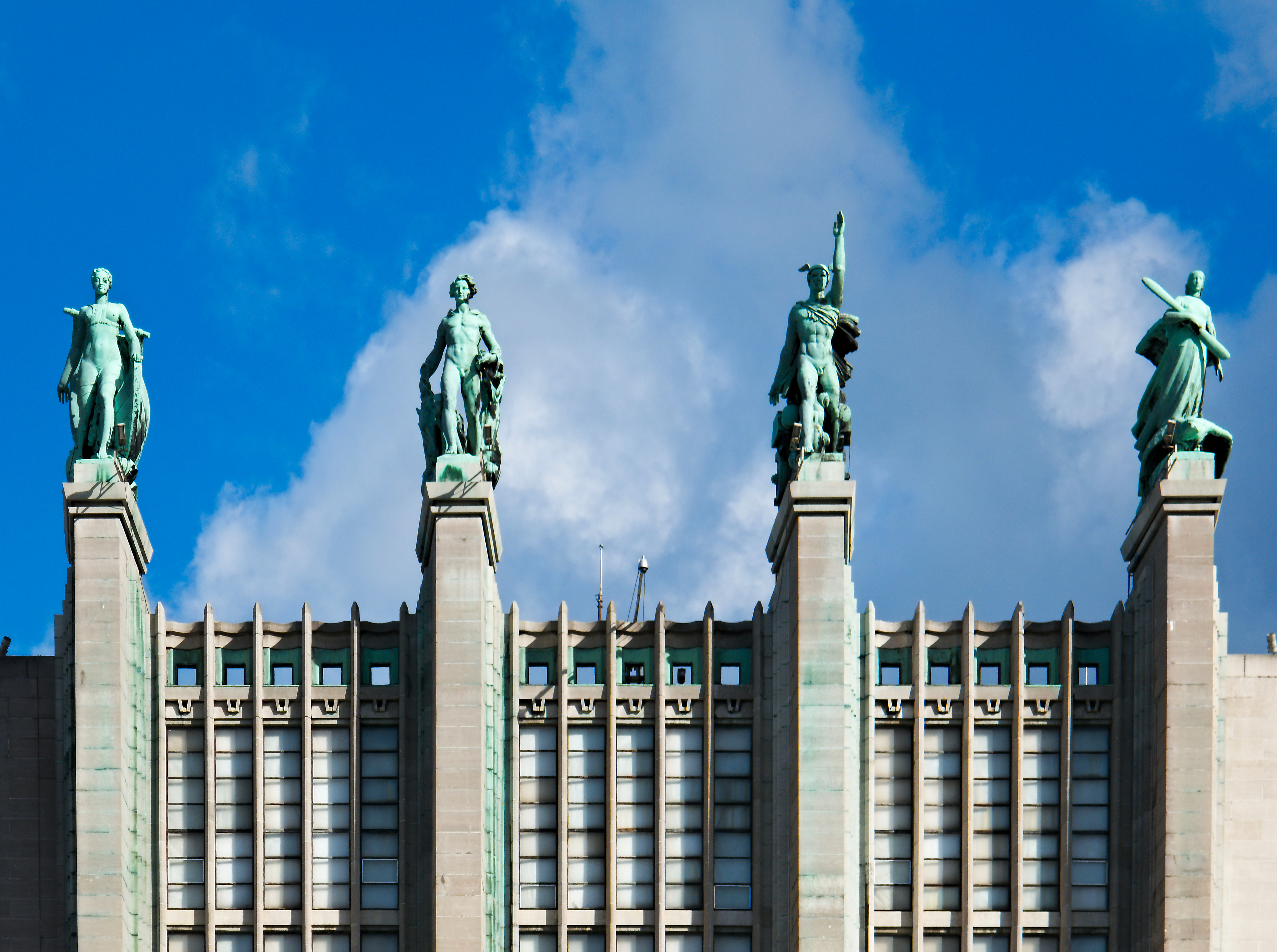
L'Aviation (à droite) ornant la façade du Palais des expositions du Heysel (1935).
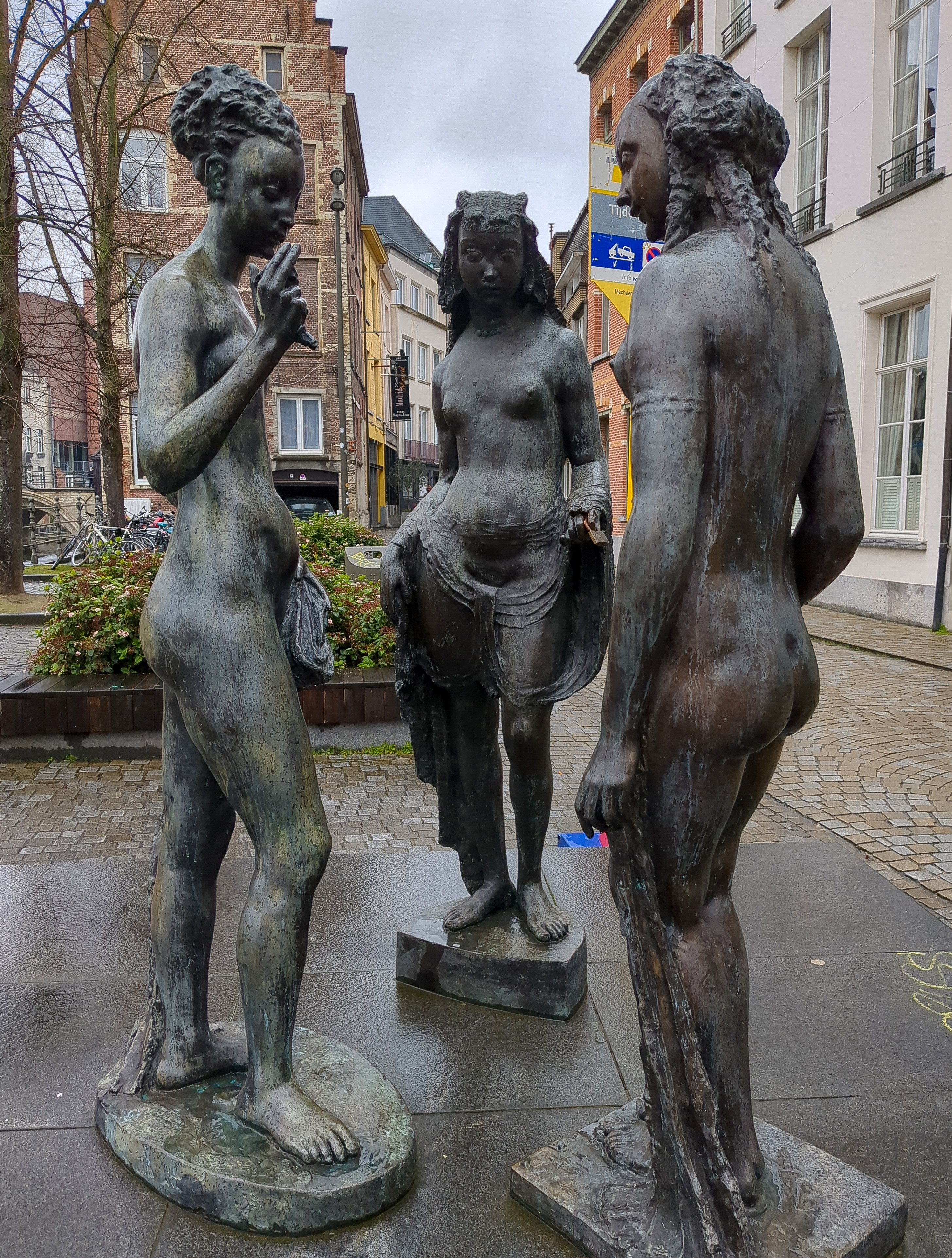
Trois Grâces (1917) dans la Lange Schipstraat à Malines (érigées vers 1990).
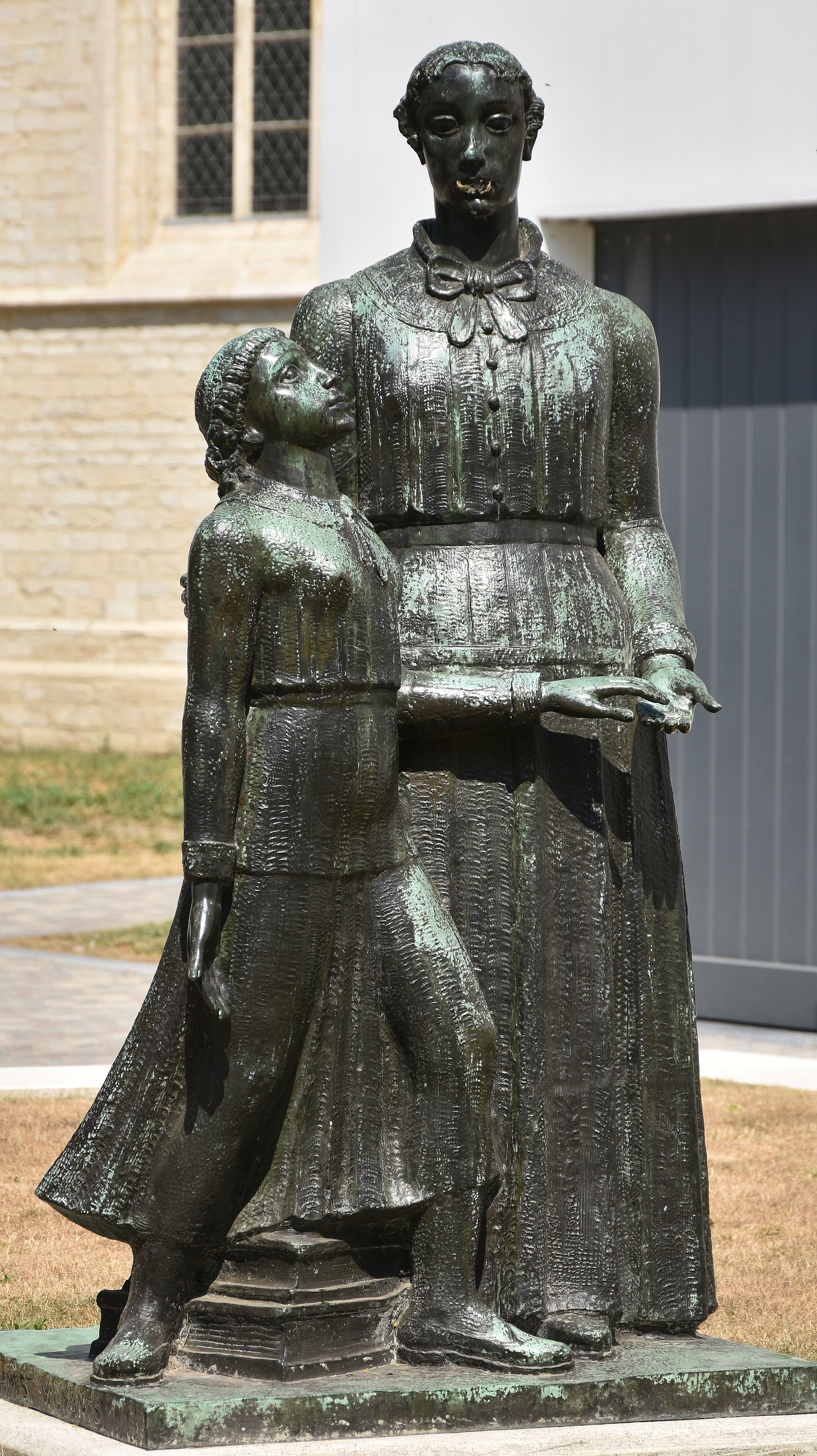
Mère et enfant à Sint-Janskerkhof à Malines (1952).

## Hommages
- Prix Edmond Picard (1926)[6] ;
- Grand prix des arts plastiques (1938)[6] ;
- Membre de la Koninklijke Vlaamse Academie van België voor Wetenschappen en Kunsten (1938)[6].
- Son œuvre Les Trois Grâces, groupe de sculptures réalisées en 1917, est placée par la ville de Malines au Haverwerf vers 1990[19].